# Гура-Ракулуй
Гура-Ракулуй (рум. Gura Racului) — село у повіті Долж в Румунії. Входить до складу комуни Булзешть.
Село розташоване на відстані 174 км на захід від Бухареста, 23 км на північ від Крайови.

## Населення
За даними перепису населення 2002 року у селі проживали 317 осіб, усі — румуни. Усі жителі села рідною мовою назвали румунську.